# Спорт в Республіці Сербській
Спорт у Республіці Сербській управляється Міністерством у справах сім'ї, молоді та спорту Республіки Сербської і організовується діяльністю безлічі спортивних товариств. Чинним міністром у справах сім'ї, молоді та спорту є Нада Тешанович. Найпопулярнішими видами спорту в Республіці Сербській є футбол, баскетбол, волейбол, гандбол, теніс та інші.

## Спортивні союзи
У Республіці Сербській зареєстровано близько 800 різних спортивних клубів, з них 450 мають право брати участь в найбільших спортивних змаганнях. Спорт організований у 35 спортивних союзах, в тому числі в 4 спортивних союзах спортсменів-паралімпійців.
- Легкоатлетичний союз Республіки Сербської
- Союз велоспорту Республіки Сербської
- Союз бодібілдингу Республіки Сербської
- Боксерський союз Республіки Сербської
- Союз повітроплавання Республіки Сербської
- Гімнастичний союз Республіки Сербської
- Союз веслування на байдарках і каное Республіки Сербської
- Союз карате Республіки Сербської
- Кінологічний союз Республіки Сербської
- Баскетбольний союз Республіки Сербської
- Союз боулінгу Республіки Сербської
- Мисливський союз Республіки Сербської
- Волейбольний союз Республіки Сербської
- Альпіністський союз Республіки Сербської
- Союз плавання Республіки Сербської
- Регбі в Республіці Сербській (Національна керуюча організація поки що не створена)
- Союз реального айкідо Республіки Сербської
- Гандбольний союз Республіки Сербської
- Союз лижного спорту Республіки Сербської
- Союз автомотоспорту Республіки Сербської
- Союз спортивних танців Республіки Сербської
- Союз спортивної риболовлі Республіки Сербської
- Союз настільного тенісу Республіки Сербської
- Стрілецький союз Республіки Сербської
- Союз тхеквондо Республіки Сербської
- Асоціація тхеквондо Республіки Сербської
- Тенісний союз Республіки Сербської
- Союз фітнесу Республіки Сербської
- Футбольний союз Республіки Сербської
- Союз дзюдо Республіки Сербської
- Шаховий союз Республіки Сербської
- Союз джиу-джитсу Республіки Сербської
- Союз водного поло Республіки Сербської

### Паралімпійські спортивні союзи
- Союз спорту і реабілітації інвалідів Республіки Сербської
- Союз волейболу сидячи для інвалідів Республіки Сербської
- Стрілецький союз інвалідів Республіки Сербської
- Союз баскетболу на візках Республіки Сербської

## Види спорту

### Футбол
Управління футболом у Республіці здійснює Футбольний союз Республіки Сербської. З 1993 року проводяться чемпіонат (Перша ліга) і кубок країни. У зв'язку з політичними обставинами національна збірна не визнається ФІФА і УЄФА, тому не має право виступати на міжнародних турнірах і не проводить матчів. З 1999 по 2001 роки команда проводила виключно товариські поєдинки.
Проте, уродженці Республіки Сербської, які виступають за збірну Сербії та завойовують нагороди або титули чемпіонів Олімпійських ігор, перемагають на чемпіонатах Європи і світу, за традицією удостоюються урочистої зустрічі перед будівлею Народної скупщини в Белграді. З уродженців Республіки Сербської таких почестей удостоювалися футболісти: Саво Милошевич, Невен Суботич, Марко Марін, Здравко Кузманович, Веролюб Салатич, Огнєн Короман й інші.
У чемпіонаті Республіки Сербської грають 14 команд. Найкращою за кількістю виграних титулів є команда «Борац» з міста Баня-Лука. У 1991 році футболісти цього клубу навіть зайняли 4-е місце в чемпіонаті Югославії, а наступного року виграли Кубок Мітропи. Найвідомішим тренером у країні є Любко Петрович, який перемагав у чемпіонаті Югославії з командою «Воєводина», а також вигравав Кубок європейських чемпіонів в 1991 році з клубом «Црвена Звезда». Він тренував також уругвайську команду «Пеньяроль», грецькі ПАОК й "Олімпіакос" та багато інших.

#### 2008
Збірна Республіки Сербської намагалася 18 листопада 2008 року провести в Баня-Луці гру з молодіжною збірною Сербії, але ФІФА заборонила проводити такий матч. Сербія ж сама також відмовилася від планів проведення такої гри, щоб не потрапити під санкції ФІФА. Очікувалося, що збірну Республіки Сербської очолить Борче Средоєвич, а збірною Сербії керуватимуть Огнєн Короман і Саво Мілошевич. Приводом для остаточної відмови молодіжної збірної Сербії від матчу стало бажання зосередитися на підготовці до чемпіонату Європи в Швеції, про що сказав тренер збірної Республіки Сербської Слободан Крчмаревич. Генеральний секретар Футбольного союзу Республіки Сербської Родолюб Петкович обурився забороною ФІФА, звинувативши організацію в подвійних стандартах, яких вона дотримується, дозволяючи проводити матчі збірній Каталонії.

#### 2010
На товариських турнірах виступає молодіжна збірна Республіки Сербської з футболу. У 2010 році вона виграла VIII міжнародний турнір «Трофей Белграда», в якому брали участь команди Сербії, Австрії, Словаччини, Словенії та Румунії. Команда РС перемогла господарів турніру в серії післяматчевих пенальті (4:3) за рахунку 0:0 в основний час.

### Карате
Організацією карате займається Союз карате Республіки Сербської.

## Провідні спортсмени
Спортсмени Республіки Сербської виступали за олімпійські команди Союзної Республіки Югославія та Боснії і Герцеговини, зараз вони можуть представляти Боснію і Герцеговину, а також Сербію. З 1992 року щорічно в Республіці Сербській визначається найкращий спортсмен року: з першого року присудження регулярно називаються 10 номінантів на цей титул.

### Відомі спортсмени
- Младен Боїнович
- Тіяна Бошкович
- Огнєн Враньєш
- Міят Гачинович
- Радоє Джерич
- Александар Джурич
- Таня Каришик
- Люсія Кімані
- Огнєн Кузмич
- Добривоє Маркович
- Саво Милошевич
- Бранкиця Михайлович
- Звєздан Мисимович
- Жана Новакович
- Зоран Прерад
- Владимир Радманович
- Саша Старович
- Саша Чаджо

## Турніри

### Щорічні
- Міжнародний гандбольний турнір чемпіонів Добоя
- Плавальний турнір в Баня-Луці
- Літо на Врбасі
- Велосипедна гонка Баня-Лука — Белград
- Невесиньська олімпіада
- Видовданская гонка в Брчко
- Дринській слалом (Дринська регата в громаді Братунац)
- Лижний кубок «Яхоріна»
- Тенісний челлендж ATP
- Петровданський кубок парашутного спорту
- Гандбольний турнір 8 березня на призи клубу «Борац»
- Турнір з міні-футболу в Баня-Луці «Борик»
- Міжнародний турнір з футболу серед молоді в Фоче

### Одноразові
- Фінал баскетбольного турніру Аба (Лакташі, 2013)
- Чемпіонат світу з гандболу серед юніорів (Баня-Лука, 2013)
- Чемпіонат світу з боулінгу (Баня-Лука, 2008)
- Чемпіонат Європи з волейболу серед юніорів (Лакташі, 2012)
- Чемпіонат світу з рафтингу (Баня-Лука, 2009)
- Матч з тенісу Новак Джокович — Віктор Троїцький у Баня-Луці
- Матч з тенісу Ненад Зимонич — Янко Типсаревич в Баня-Луці
- Чемпіонат Європи з веслування на байдарках і каное серед молоді до 23 років (Баня-Лука і Врбас, 2011)